# Priolomus
Priolomus is een geslacht van kevers uit de familie somberkevers (Zopheridae).

## Soorten
Deze lijst is mogelijk niet compleet.
| - P. borbonicus - P. ineditus - P. spinicollis |